# Sarpang
Sarpang, también transliterado como Sarbhang o Sarbang,  es un thromde (pueblo) y la capital del distrito de Sarpang, al sur de Bután.

## Geografía
Sarpang se encuentra al sur de la zona central de Bután, cerca de la frontera con Assam, en la India. Por tanto, el área no es tan montañosa como al norte del país, más cercano al Himalaya. El distrito destaca por la gran cantidad de áreas protegidas con las que cuenta.

## Economía
Anteriormente, Sarpang fue una de las ciudades más importantes del sur del país. En la actualidad, el estancamiento económico del pueblo se atribuye a los problemas con las inundaciones por el río y a la falta de seguridad. Por ello, en 2014 se comenzaron a establecer una serie de planes de desarrollo para mejorar el comercio y la economía del lugar. El avance sufre de impedimentos, debido al desbordamiento del río en 2016, que provocó que 40 comerciantes tuvieran que trasladar sus negocios a tierras más elevadas.
En 2020, el nuevo municipio de Sarpang en Shechamthang fue mejorando lentamente, con la construcción de 15 de los 40 edificios solicitados. Las obras para construir carreteras de conectividad, suministros de agua y sistemas de drenaje también comenzaron desde noviembre de 2018 con el apoyo del Banco Asiático de Desarrollo (BAD). Sin embargo, comerciantes han mostrado su preocupación ante la falta de clientes, debido a su ubicación lejana al asentamiento principal en Taar (área cercana al dzong).